# Amegilla deceptrix
Amegilla deceptrix är en biart som först beskrevs av Hermann Priesner 1957.  Amegilla deceptrix ingår i släktet Amegilla och familjen långtungebin. Inga underarter finns listade i Catalogue of Life.